# Museo archeologico di Sanchi
Il museo archeologico di Sanchi (in inglese Archaeological Museum Sanchi; in hindī साँची पुरातत्व संग्रहालय, Sām̐cī purātatva saṁgrahālaya) si trova nei pressi del sito archeologico di Sanchi in Madhya Pradesh. Le sue collezioni includono diversi artefatti rinvenuti in un complesso buddista limitrofo, testimoniando il ricco patrimonio religioso e architettonico della regione.

## Storia
Il museo archeologico, inizialmente di modeste dimensioni, fu fondato nel 1919 da sir John Marshall, ex direttore generale dell'Archaeological Survey of India (ASI), per ospitare i reperti raccolti durante gli scavi di Sanchi.
In seguito, giudicati gli spazi inadeguati, l'ASI acquisì un ex edificio universitario e vi trasferì i reperti nel 1966.

## Area museale
L'area museale consta di una sala principale e di quattro gallerie. I visitatori accedono all'area museale attraverso la sala principale, che funge anche da galleria: gli oggetti ivi esposti sono emblematici di sei periodi culturali: Maurya, Śuṅga, Sātavāhana, Kuṣāṇa, Gupta e post-Gupta.
I reperti spaziano dal III secolo a.C. al periodo medioevale e derivano in maniera preponderante dagli scavi di Sanchi, ma anche da altre zone limitrofe: Gulgaon, Vidisha, Murelkhurd e Gyaraspur.

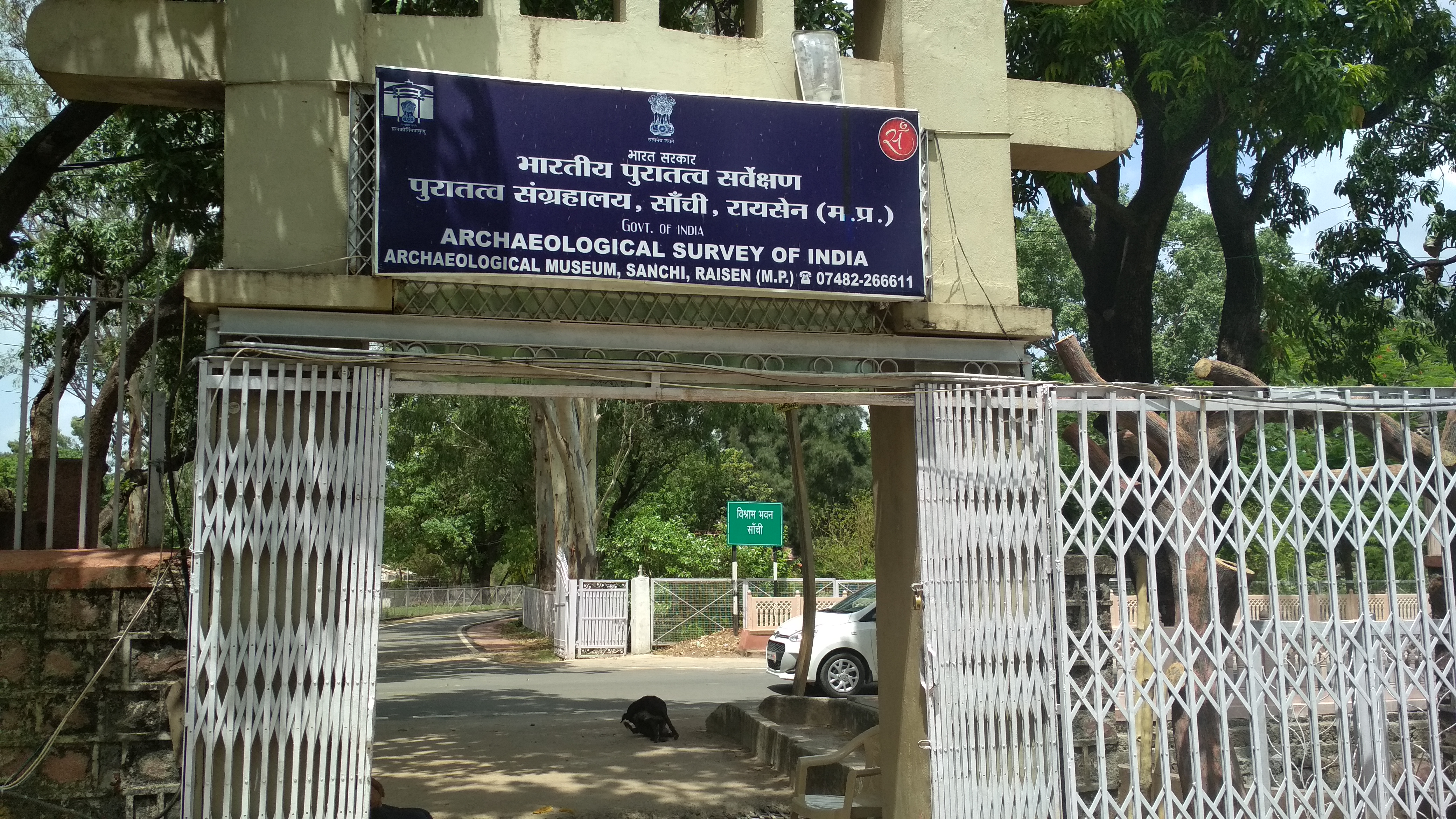
Portale d'ingresso del museo.
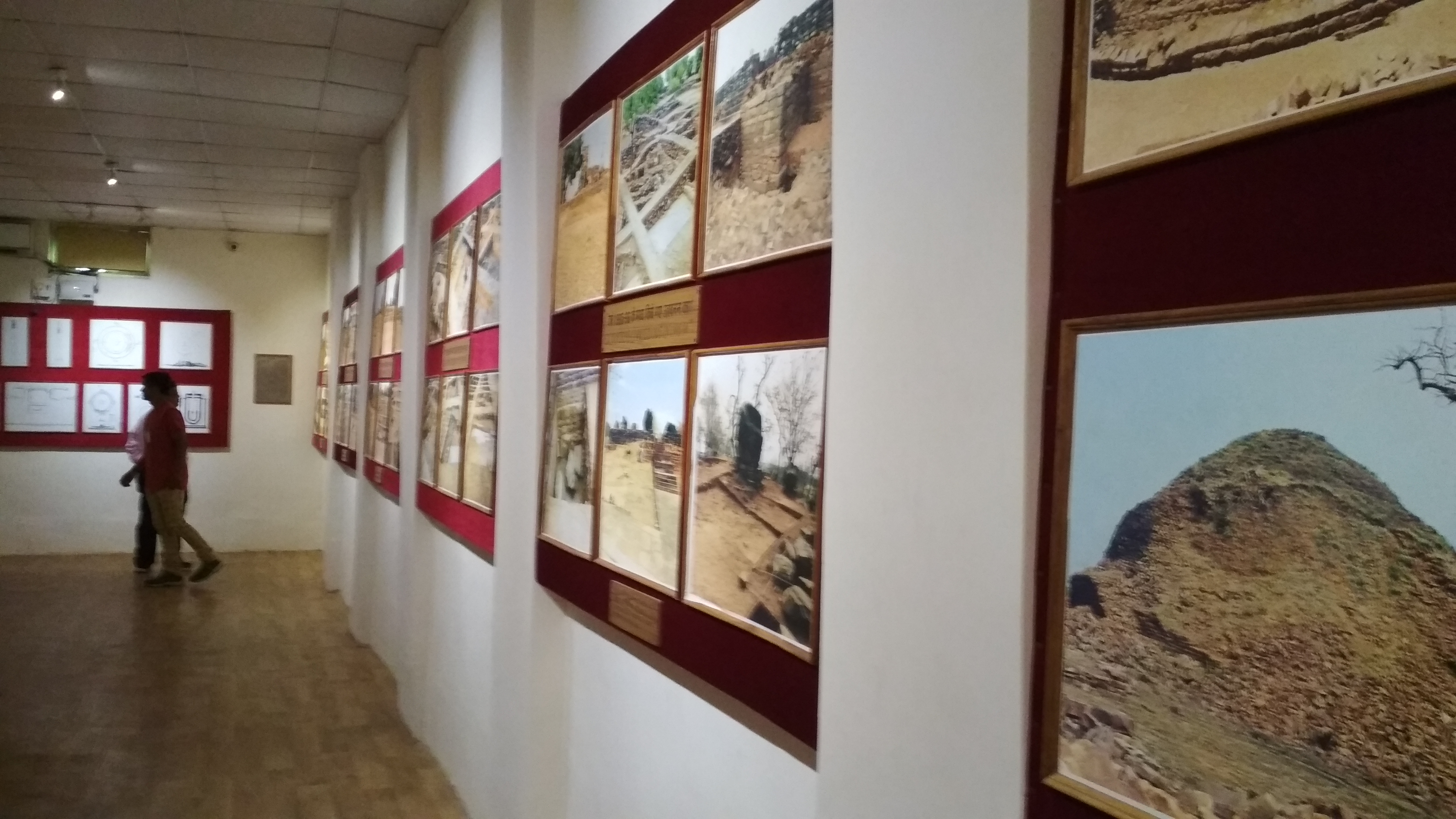
Galleria fotografica all'interno del museo.

## Collezioni
Il museo raccoglie antichissime sculture in pietra provenienti dagli scavi di Sanchi, risalenti al III, II e I secolo a.C.
Si possono ammirare, tra l'altro, diversi cofanetti e maioliche, utensili e alcuni oggetti di metallo utilizzati dai monaci.
Tra i manufatti di maggior pregio e rilievo figurano:
- Una copia del celebre capitello leonino di Aśoka, esempio eminente di arte Maurya (III secolo a.C.), adottato com'emblema nazionale dell'India (il capitello più celebre è invece esposto al museo di Sarnath, in Uttar Pradesh). Coi suoi quattro leoni seduti schiena contro schiena, è esposto in un'alcova nella sala principale.[2][3]
- Bodhisattva Padmapani (V secolo d.C.),[2] una figura colossale in postura samabhanga con un loto nella mano destra e la sinistra adagiata sulla coscia a tenere il nodo dell'Uttariya (dhoti).[3]
- Bodhisattva Vajrapani, altra figura colossale in posizione eretta, ma rotta all'altezza della coscia e rimasta senza braccia.[3]
- Yakshi (I secolo a.C.), in postura tribhaṅga col corpo ignudo (periodo sātavāhana).[1][2][3]
- Nagaraja, databile al periodo post-Gupta, con copricapo di serpi di cui sopravvivono oggi solo cinque serpi.[3] Esposta contro la parete settentrionale, è una rappresentazione classica del periodo Sunga.[2]
- Un elemento di torana raffigurante l'illuminazione del Budda sotto un albero di pipal, esempio d'arte Hīnayāna.[2]
- Un Dhyani Buddha di Mathura in arenaria rossa maculata (IV secolo d.C.)[1][2]

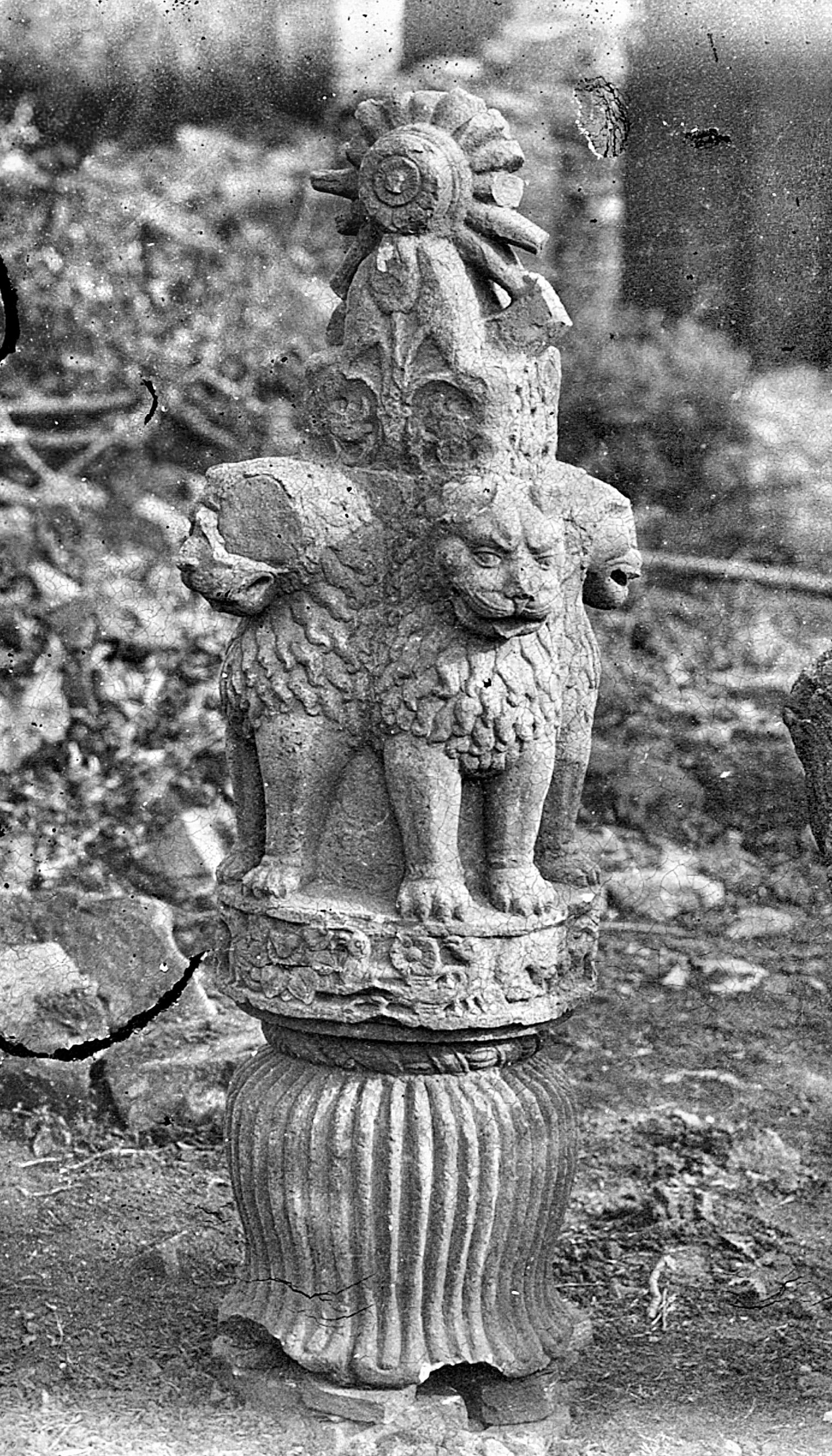
Resti di uno dei pilastri di Aśoka.
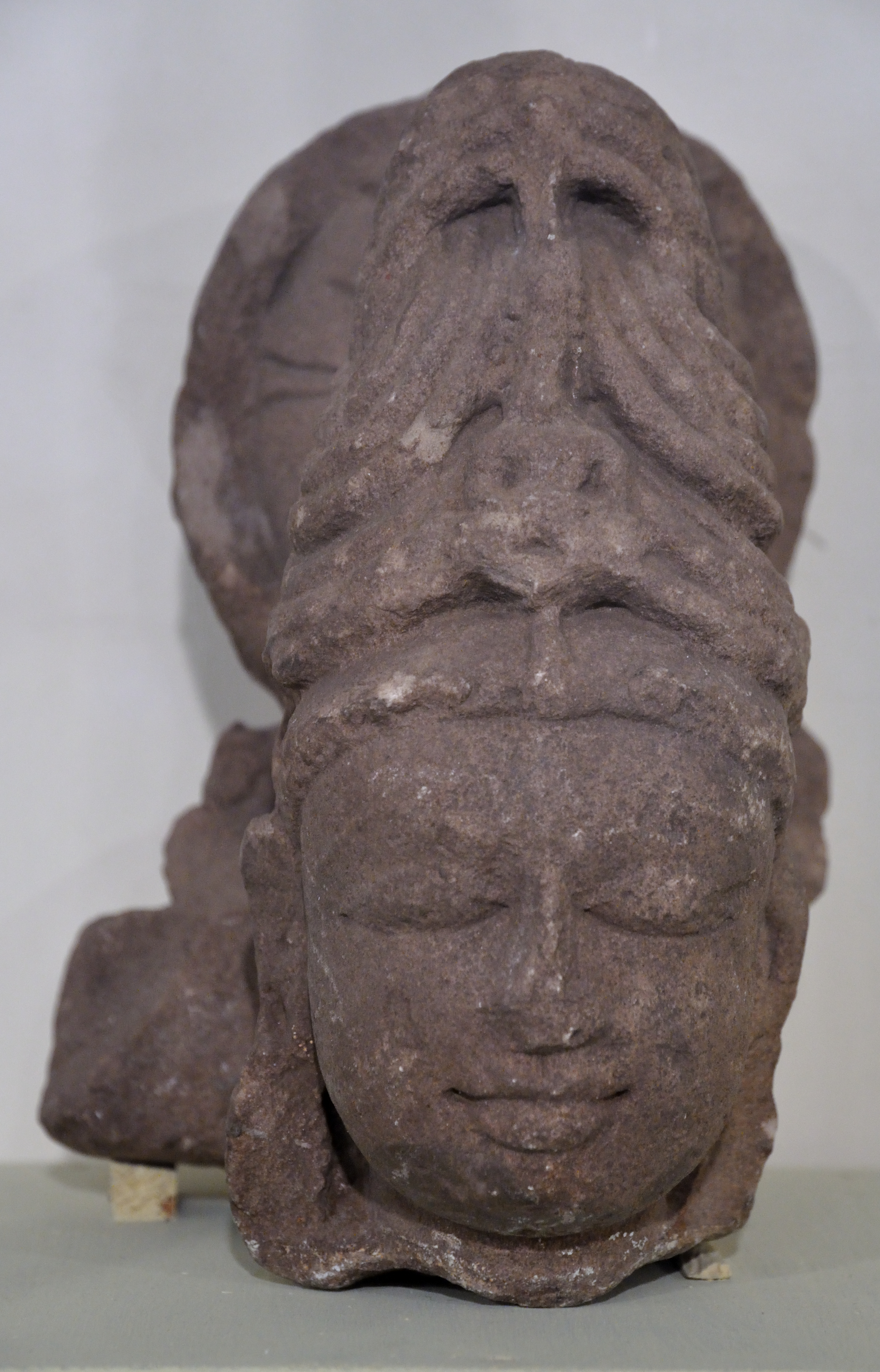
Testa di Avalokiteśvara. Arenaria, ca. XII secolo.
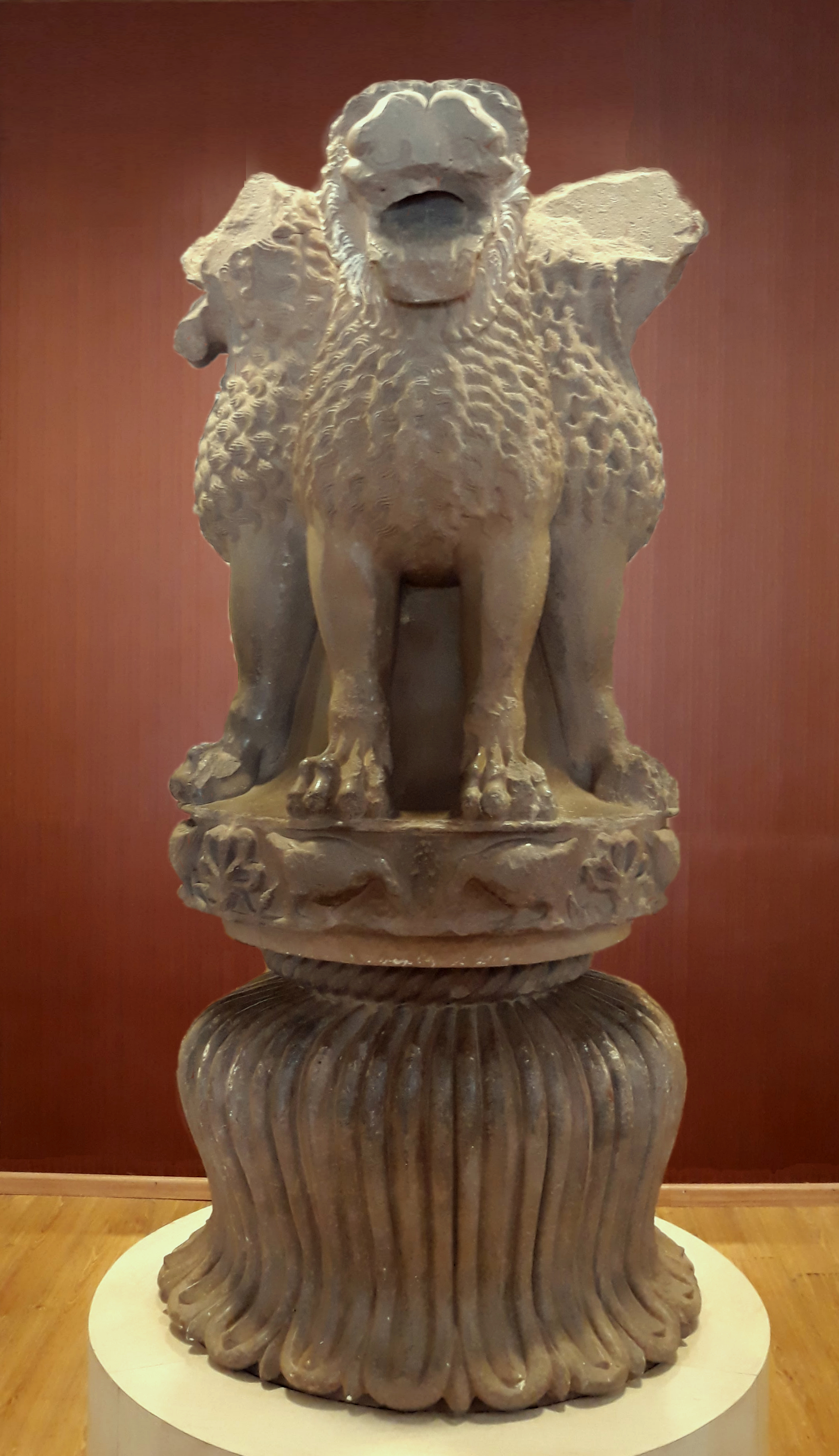
Sanchi, capitello di Aśoka.
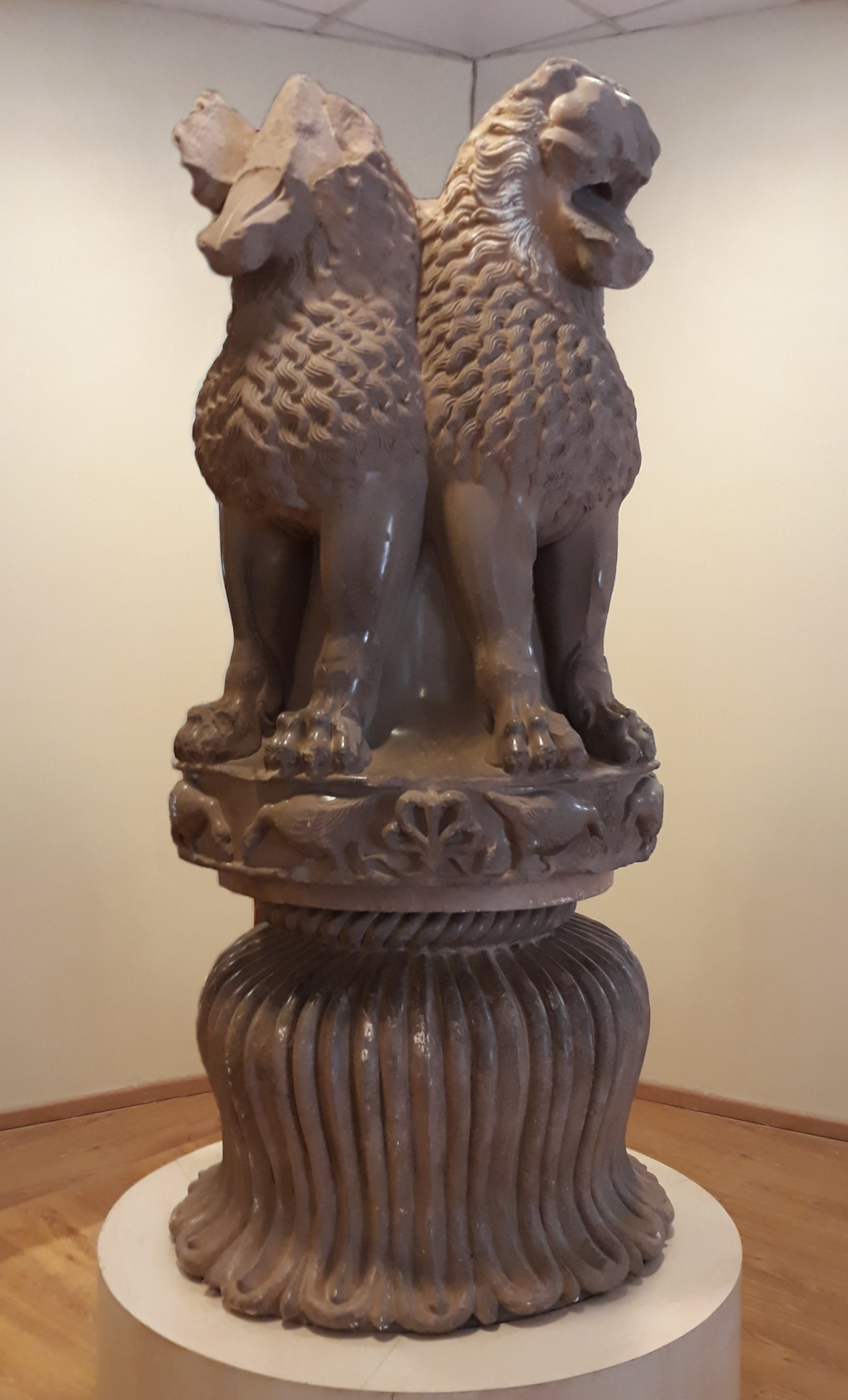
Sanchi, capitello del pilastro di Aśoka.
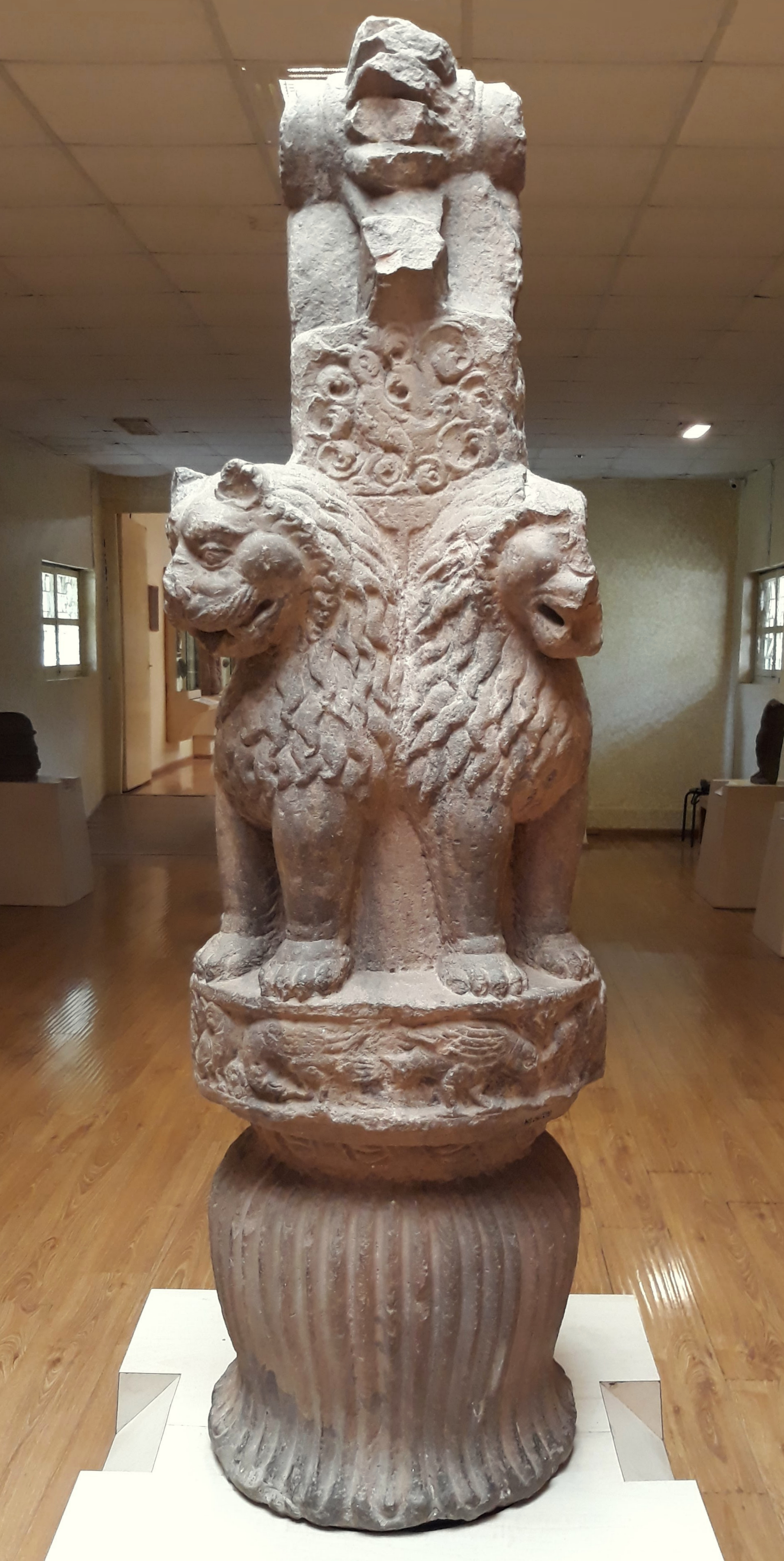
Capitello Gupta.
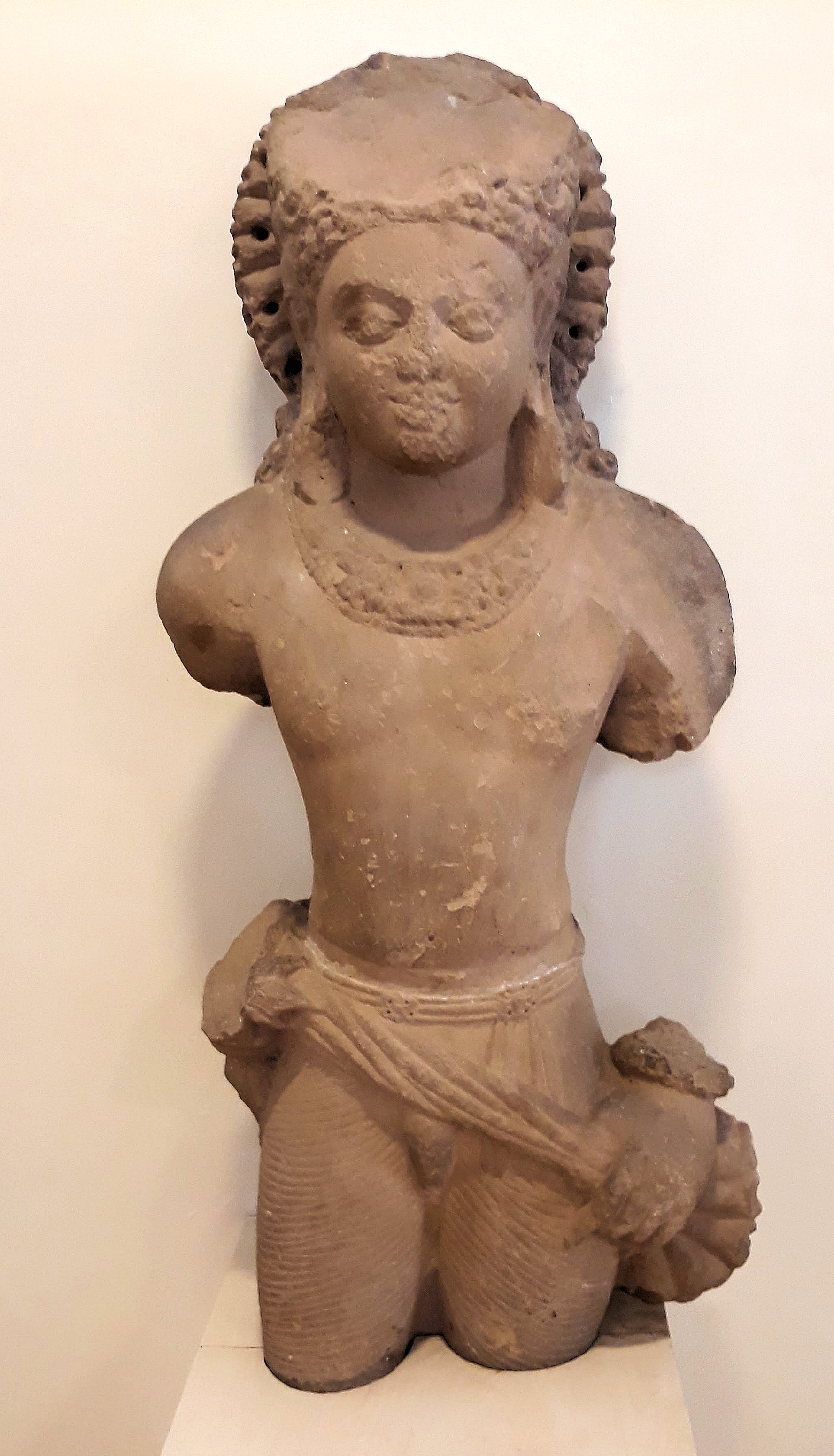
Pilastro di Sanchi n° 35, statua di Vajrapāṇi .
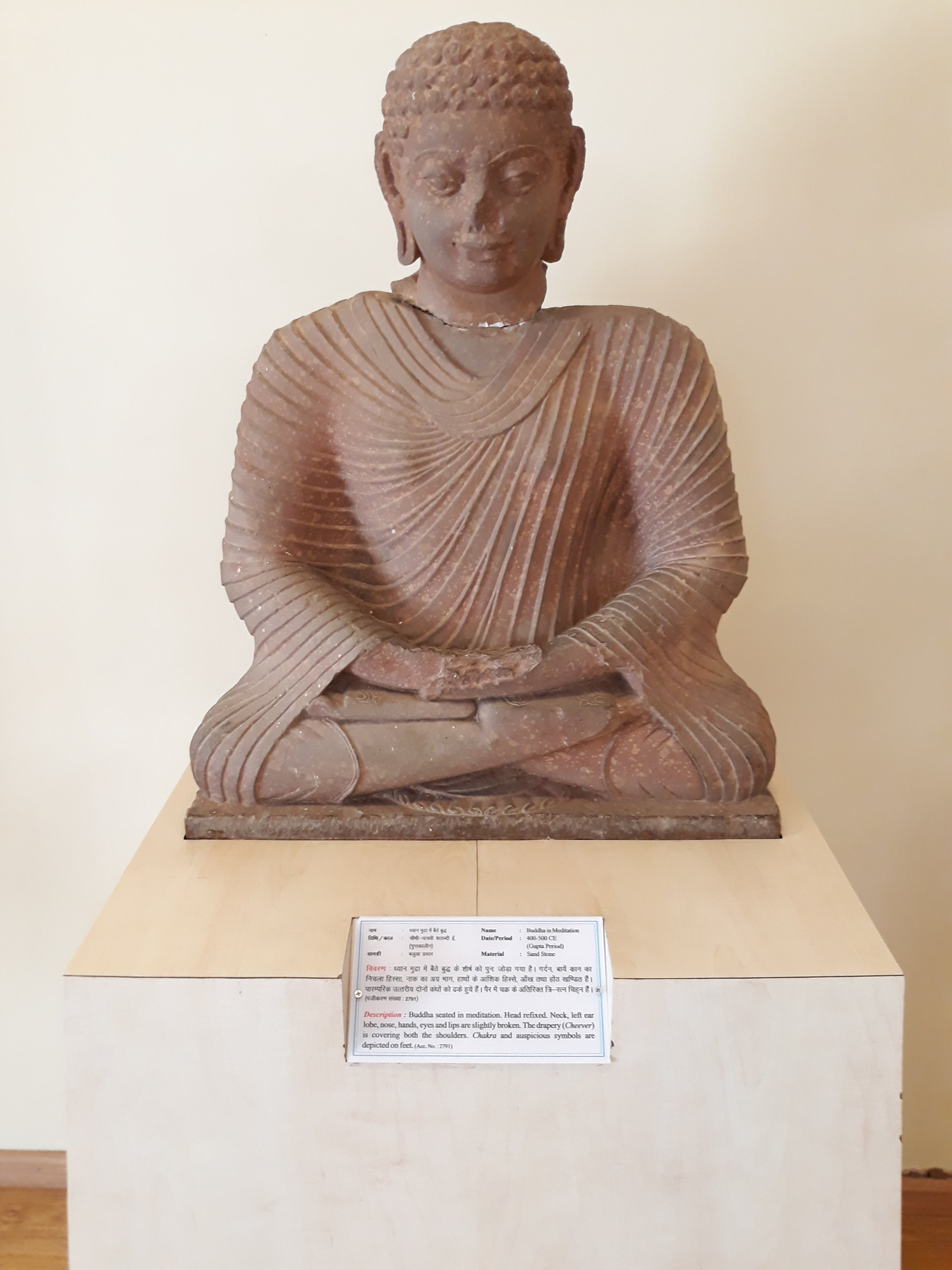
Budda, 400-500 d.C.
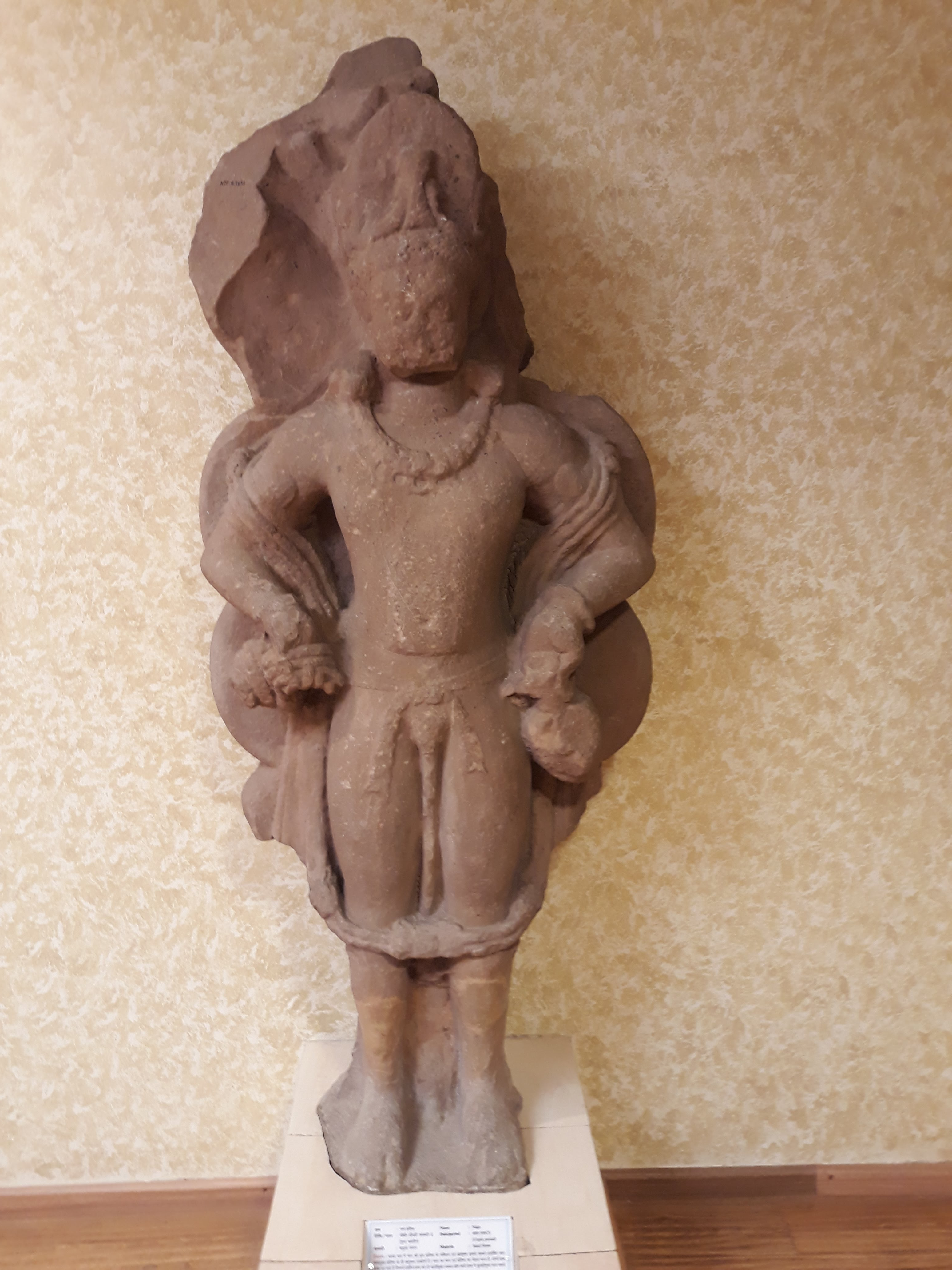
Nāga in forma umana, 400-500 d.C.